# Agricultural and Resource Economics
Agricultural and Resource Economics: International Scientific E-Journal — рецензований науковий журнал з відкритим доступом, присвячений науковим економічним дослідженням в галузі аграрної та ресурсної економіки та суміжних сфер.
Публікації присвячені питанням розвитку аграрного сектора економіки, сільських територій, економіки природних ресурсів (з фокусом на земельних ресурсах та довкіллі), людських ресурсів тощо.
Головний редактор — Анатолій Кучер.

## Цілі та проблематика
Журнал висвітлює різні аспекти аграрної та ресурсної економіки від локального до глобального рівня. Основні напрямки включають наступні:
- Аграрна економіка і політика
- Ресурсна економіка й агроекологічна політика
- Облік і оподаткування в агропродовольчому секторі
- Аграрні фінанси, банківська справа, страхування та фондовий ринок
- Аграрний менеджмент
- Аграрний маркетинг
- Аграрне підприємництво та торгівля
- Сільський туризм і рекреація
- Міжнародні економічні відносини в аграрній сфері
- Публічне управління та адміністрування в агропродовольчому секторі
- Міжнародні економічні відносини в аграрній сфері
- Продовольча безпека та харчова промисловість
- Розвиток сільських територій і руральна політика.[2]

## Індексація
Журнал індексується такими міжнародними наукометричними базами й каталогами: AgEcon, AGORA, AGRIS, BASE, CAB Abstracts, DOAJ, DRJI, EconBib, EconBiz, EconLit, EuroPub, ERIH PLUS, Google Scholar, Index Copernicus, OpenAIRE, Polish Scholarly Bibliography, RePEc, ResearchBib, Scopus, Ulrich’s Periodicals Directory, Vernadsky National Library of Ukraine, WoS Core Collection (ESCI), WorldCat та ін.